# Luisa Alžběta Kuronská
Luisa Alžběta Kuronská (12. srpna 1646 – 16. prosince 1690) byla kuronskou princeznou z rodiny Ketteler a sňatkem hesensko-homburskou lankraběnkou.

## Život
Luisa Alžběta se narodila jako dcera Jakuba Kettlera a Luisy Šarloty, nejstarší dcery Jiřího Viléma Braniborského.
23. října 1670 se v Cöllnu provdala za budoucího lankraběte Fridricha II. Hesensko-Homburského. Fridrich v zájmu sňatku konvertoval ke kalvinismu. Tato konverze ho přivedla k užším vztahům s knížecími domy v Braniborsku a Hesensko-Kasselsku, které byly také kalvinistické. Luisina sestra Marie Amálie se v roce 1673 provdala za hesensko-kasselského lankraběte Karla. Luisa Alžběta byla neteří kurfiřta Fridricha Viléma I. Braniborského. Tento vztah dovolil Fridrichovi připojit se v roce 1672 k pruské armádě a stát se velitelem všech vojáků kurfiřtství.
Kalvinistka Luisa Alžběta hrála významnou roli v osídlení vytlačených Hugenotů a Valdenských ve Friedrichsdorfu a Dornholzhausenu, jakož i při formování kalvinistických sborů ve Weferlingenu a Bad Homburgu.

## Potomci
- Šarlota Hesensko-Homburská (17. června 1672 – 29. srpna 1738), ⚭ 1694 Jan Arnošt III. Sasko-Výmarský (22. června 1664 – 10. května 1707), vévoda sasko-výmarský

- Fridrich III. Hesensko-Homburský (19. května 1673 – 8. června 1746), lankrabě hesensko-homburský,
⚭ 1700 Alžběta Dorotea Hesensko-Darmstadtská (24. dubna 1676 – 9. září 1721)
⚭ 1728 Kristýna Šarlota Nasavsko-Ottweilerská (2. září 1685 – 6. listopadu 1761)

- Karel Kristián Hesensko-Homburský (1674–1695), padl při obléhání Namuru
- Hedvika Luisa Hesensko-Homburská (1675–1760), ⚭ 1718 hrabě Adam Fridrich von Schlieb (1677–1752)

- Filip Hesensko-Homburský (1676 – 15. listopadu 1703), padl v bitvě u Speyerbachu
- Vilemína Marie Hesensko-Homburská (1678–1770), ⚭ 1711 Antonín II. Aldenburský (1681–1738)

- Eleonora Markéta Hesensko-Homburská (1679–1763)
- Alžběta Františka Hesensko-Homburská (6. ledna 1681 – 12. listopadu 1707), ⚭ 1702 Fridrich Vilém Adolf Nasavsko-Siegenský (20. února 1680 – 13. února 1722)

- Johana Ernestina Hesensko-Homburská (1682–1698)
- Ferdinand Hesensko-Homburský (*/† 1683)
- Karel Ferdinand Hesensko-Homburský (1684–1688)
- Kazimír Vilém Hesensko-Homburský (23. března 1690 – 9. října 1726), ⚭ 1722 Kristina Šarlota ze Solms-Braunfels (10. listopadu 1690 – 16. října 1771)